# Ommatoiulus aurozonatus
Ommatoiulus aurozonatus är en mångfotingart som först beskrevs av Berlese 1886.  Ommatoiulus aurozonatus ingår i släktet Ommatoiulus och familjen kejsardubbelfotingar. Inga underarter finns listade i Catalogue of Life.